# Goize Blanco Ibarzabal
Goizeder «Goize» Blanco Ibarzabal (Bilbao, 1984) és un actriu, ballarina i monologuista basca.

## Filmografia
- Veneciafrenia (2022)[3]
- Los favoritos de Midas (2020, sèrie de televisió)
- La influencia (2019)